# Gewehr 43
Samonabíjecí puška G 43 (Gewehr 43 nebo Karabiner 43) byla poloautomatická puška komorovaná pro náboj 7,92 × 57 mm Mauser vyvinutá německou zbrojovkou Walther během druhé světové války. Šlo o zdokonalení předešlého typu firmy Walther G 41(W); předána ke zkouškám byla roku 1942. Od předchozího se odlišuje modelu především tím, že odběr prachových plynů po výstřelu neprobíhá u ústí, ale nyní ve střední části hlavně. Další menší vylepšení zahrnují například odnímací zásobník nebo kliku závěru přemístěnou z pravé strany na levou. Zbraň je výrobně jednodušší, lehčí i spolehlivější. Oficiálně byla zavedena do výzbroje Wehrmachtu v roce 1942 a výroba probíhala v letech 1943 až 1945. Její velkosériová výroba u firmy Walther i dalších výrobců. Celkově bylo dodáno armádě 450.000 kusů, z nichž bylo 10 % se zaměřovacím dalekohledem jako zbraň pro odstřelovače.